# 아스칼라포스
아스칼라포스(고대 그리스어: Ἀσκάλαφος)는 그리스 로마 신화에 나오는 이름으로 다음 두 사람을 말한다.

## 부엉이로 변신한 아스칼라포스
강의 신 아케론과 요정 오르프네의 아들. 플루토가 포르세르피나를 저승으로 데려간 후 그녀의 어머니 케레스가 딸을 데려오려고 유피테르에게 간청했다. 유피테르는 포르세르피나가 돌아 오려면 저승에서 아무것도 먹지 않아야 한다고 했다. 그러나 포르세르피나는 무심히 석류알을 7개 따먹었고 그녀가 석류알을 먹는 것을 아스칼라포스가 보고 말았다. 그는 이 사실을 다른 신들에게 말하여 포르세르피나가 저승에서 돌아올 수 없게 만들었다. 이에 화가 난 포르세르피나는 그에게 저승의 강물을 뿌려 부엉이로 만들어 버렸다. 그는 또한 이아손의 황금 양모 원정대 중의 한사람이라고도 한다.

## 트로이 전쟁의 아스칼라포스
아레스의 아들. 트로이 전쟁에서 오르코메노스 군을 지휘했다. 트로이 군의 데이포보스가 던진 창에 맞고 죽었다.